# 비극의 열흘
비극의 열흘(스페인어: La Decena Tragica)은 1913년 2월 9일~2월19일, 멕시코 혁명의 과정에서 일어난 프란시스코 I. 마데로군과 포르피리오 디아스의 조카인 펠릭스 디아스의 반란군 사이에서 일어난 전투이다. 이 과정에서 빅토리아노 우에르타는 마데로의 연방군 총사령관이었음에도 불구하고 반란군에 동참해 이후 권력을 잡게 되었다.

## 배경
멕시코 혁명의 성공으로 프란시스코 마데로가 포르피리오 디아스를 망명시키고 대통령의 자리에 오르게 되었다. 그러나 마데로의 출신 성분은 크리오요이자 대농장주(hacendados)의 아들로서 멕시코 혁명의 본 목적인 개혁이 지체되었고 재정은 악화일로를 걸어 혁명군 사이에 불만이 고조되었다.
또한 혁명으로 쫓겨난 기득권 층 가운데서도 불온한 움직임이 포착되었다. 베르나르도 레이에스, 바스케스 고메스 등이 멕시코 혁명을 본딴 반란을 일으켜 마데로 정부는 개혁을 진행시키지 못하고 반란의 불을 끄기에 급급했다. 이 와중에 희생당한 멕시코 국민들의 원성 역시 높았다.
그러나 마데로 집권 1년에 접어들자 차차 정권은 안정에 들어가는 것처럼 보였다. 1913년, 마데로와 비슷한 개혁·이상주의적인 경향을 가진 우드로 윌슨이 미국 대통령에 취임했다. 차차 토지 개혁과 노동 권리 개혁 역시 진행되어 마데로 정부는 이대로 혁명을 끝마칠 수 있을 것 같았다.
하지만 여전히 멕시코의 주요 언론은 대농장주와 크리오요의 조종 하에 혁명군에 대한 악담을 퍼부었고 심지어는 유언비어마저 퍼뜨리기도 했다. 이에 따라 여론 역시 마데로에게서 점점 멀어지게 되었다. 또한 주 멕시코 미국 대사인 헨리 레인 윌슨은 강경한 디아스 체제 추종자로써 "멕시코는 독재만이 통제할 수 있다"는 말을 공공연히 하고 본국에는 혁명군에 대해 비방이라면 진위를 가리지 않고 보고해 미 외무부의 경고를 받기까지 했다.
그러던 중, 펠릭스 디아스의 반란이 일어났다. 펠릭스 디아스는 마데로의 혁명군에 의해 실각당한 포르피리오 디아스의 조카로서 그가 일으킨 반란은 곧 진압되었고 그는 멕시코시티의 감옥에 수감되었다.

## 비극

### 비극의 시작
원래 일본 대사로 발령 받았던 프란시스코 마데로의 동생, 구스타보 마데로가 모 인사에게 뇌물을 주고 가져온 반란 가담자 명단에는 마데로의 측근 역시 많이 포함이 되어 있었다. 펠릭스 디아스와 베르나르도 레이에스는 물론, 마누엘 몬드라곤 장군과 블랑케트 장군, 호아킨 벨트란 장군 등이 포함되었다. 그리고 물음표(?)와 함께 빅토리아노 우에르타의 이름 역시 올라가 있었다. 마누엘 몬드라곤 장군은 포르피리오 디아스 정권 아래에서 부정 축재와 부패 혐의를 안고 있었다. 그는 무기의 수출입에 관한 많은 일의 전문가였으며 사관 생도와 관료들을 돈으로 매수하며 음모를 획책했다. 반란군은 또한 대통령궁을 마주 보는 매저스틱 호텔을 사들여 무기로 개조하고 부유한 상인을 포섭해 자금을 조달하였다.
호세 마리아 피노 수아레스 부통령과 타 관료들도 반란의 낌새를 눈치채고 마데로에게 이를 알렸으나 마데로는 이를 무시했다.
원래 반란은 2월 중순에 예정되어 있었으나 구스타보 마데로가 반란 모의가 의심되던 타쿠바야 병영을 방문하자 이에 계획이 탄로날 것을 두려워한 반란군은 바로 그날, 쿠데타를 개시하기로 했다.
1913년 2월 8일 밤, 몬드라곤 장군에게 매수된 사관생도 600명이 노면 전차(Tram)에 탑승해 멕시코시티 내로 진입했다. 그들은 다음날인 9일 이른 아침 즈음에 이미 반란군에 매수된 멕시코시티의 감옥으로 가 펠릭스 디아스를 비롯한 반란군 계열의 수감자를 석방시키고 산티아고 군사 감옥에서 레이에스 장군을 옥중에서 꺼냈다. 레이에스 장군은 그레고리오 루이스 장군과 합류해 대통령궁으로 진격했다. 레이에스는 즉시 대통령궁을 접수할 수 있다는 자신감에 차 있었다. 이제 반란군은 3,000명을 넘어섰으며 대포 여섯 문, 기관총 열 네 정을 보유하고 있었다.
그러나 그 자신감은 마데로의 연방군 측 장군인 라우로 비야르(Lauro Villar) 장군에 의해 무너졌다. 비야르 장군이 이끄는 500명의 정예 병력은 훨씬 더 많은 반란군을 상대로 대통령궁을 방어했다. 비야르 장군은 루이스 장군을 항복시키고 10여 분의 전투를 통해 레이에스를 전사시켰다. 그러나 펠릭스 디아스의 군대는 무기가 저장된 시우다델라(Ciudadela) 기지를 탈취하는데 성공했다.
마데로는 4.5km가량 떨어져 있는 차풀테펙의 관저에서 급히 멕시코시티로 돌아왔다. 그는 근처 사진관에서 전화기로 소식을 듣고는 빅토리아노 우에르타 장군에게 연방군의 수도 방위 사령관 지위를 맡겼다. 그러나 빅토리아노 우에르타는 이미 반란군에 참여한 상태였다. 그러한 의혹은 이미 여러 번 제시되었음에도 불구하고 마데로는 그것을 믿지 않고 우에르타를 신임해 긴급 상황에 그에게 사령관을 맡긴 것이다. 당시까지의 최대 전공을 세운 비야르 장군은 부상을 당한 상태였기에 제외되었다.

### 비극
우에르타는 최대한 연방군의 피해를 늘리려는 작전을 구상했다. 우선 그는 마데로가 직전에 에밀리아노 사파타의 군대에서 데리고 온 유능한 펠리페 앙헬레스 장군을 반란군을 볼 수 있는 시야를 가리는 지형인 시우다델라의 북서쪽에 배속시켰다. 설상가상으로 이 지역에는 여러 국가의 대사관과 민가가 밀집되어 있었다. 이는 의도적으로 연방군의 포격으로 멕시코시티를 파괴하고 그 책임을 마데로에게 돌리기 위함이었다.
2월 10일에는 양 측의 어떠한 움직임도 보이지 않았다. 그 내부적으로는 공격을 준비하느라 분주했으나 겉으로 보면 모두 조용했고 이들의 대치로 인한 공포 분위기의 조성으로 시민들 역시 바깥 출입을 자제했다.
이튿날인 2월 11일, 오전 10시에 우에르타의 연방군에서 포격이 시작되었다. 이에 반란군 측에서도 포격을 하였고 한동안 격렬한 전투가 계속되었다. 이로 인해 양 진영의 사이에 위치한 민가와 각종 상가들은 엄청난 피해를 입었고 멕시코시티의 많은 시민들 역시 목숨을 잃었다. 아직까지는 어느 쪽도 대세를 잡지 못하고 대치를 하는 상태였으나 마데로 정부에 줄곧 부정적이었던 미 대사, 헨리 윌슨은 본국에 "이미 혁명 정부는 무너졌으니" "협상을 위한 군대를 보내 달라"는 요청을 했다.
다음날에도 격렬한 포격전은 계속되었으며 시민들의 막심한 피해도 계속해서 늘었다. 미 대사는 타국의 외교관들에게 마데로에게서 등을 돌리도록 설득하려고 했고 유럽의 여러 국가의 대사는 그에 관심을 표했지만 브라질, 칠레 등의 라틴 아메리카 국가들은 타국 내부 사정에 불개입한다는 원칙을 세웠다. 우에르타는 반란군에 우호적인 윌슨 대사와 지속적으로 접촉하며 작전을 세웠다.
우에르타의 음모는 계속되었는데 그는 시우다델라 요새에서 개방형 지형인 남쪽은 공격의 고삐를 늦추고 공격이 어려우며 시야가 좋지 않은 북쪽에서만 포격을 명령했다. 때때로 우에르타는 돌격 명령을 내리기도 했는데 그 목표 지점은 꼭 공격이 어려운 지형이었다.
2월 16일에는 우에르타가 차량 18대 분량의 군수품을 반란군에게 공급시켰는데 이 장면을 루벤 모렐로스 대령에게 발각당해 대통령에게 불려가 추궁을 당하게 되었다. 그는 완강히 부인하다 결국은 자신의 행동을 인정했지만 이는 반란군이 보급품의 부족으로 시내에서 난동을 부릴까봐 공급한 것이라고 강변했다. 그는 대통령을 포옹하며 "당신은 우에르타의 품 속에서만 안전합니다."라는 말을 하기도 했다고 한다.
17일, 구스타보 마데로는 우에르타와 만나 그에게 술을 거나하게 먹이고는 무장 해제를 시켜 프란시스코 마데로에게 끌고 가 당장 체포하라고 요구했다. 그러나 여전히 마데로는 우에르타를 믿는다며 그에게 권총을 돌려주었다. 같은 날, 블랑케트의 군대 4,000명이 긴 행군을 끝마치고 우에르타의 군대에 합류했다. 그들 역시 반란군으로서 우
에르타는 즉각 대통령궁 경비를 그들에게 맡겼다. 반란군의 고위직은 거의 죽거나 힘을 잃었으므로 이제 반란군의 실질적 최고 지도자는 우에르타가 되었다.
18일, 우에르타는 멕시코 상원의원과 만나 그들의 의견을 타진했다. 이들은 대부분이 이전의 기득권층이자 크리오요였으므로 당연히 혁명을 반대했고 마데로 역시 좋아하지 않았다. 이들은 우에르타의 쿠데타에 대찬성이었다. 그날 정오, 우에르타는 구스타보 마데로와 점심 식사를 하다가 이번엔 거꾸로 구스타보를 체포하였고 쿠데타를 선포하였다. 곧 우에르타가 이끄는 반란군은 각료 회의를 열고 있던 마데로와 그 측근들을 체포했다. 반란군은 처음에는 와하카에 주둔하는 마누엘 리베라 장군의 반란이라며 모시고 오라는 명을 받았다는 거짓말을 했으나 마데로가 믿지 않자 우에르타의 반란군이라고 시인했다.
윌슨과 우에르타는 기쁨에 겨워 "대사관 협약(Pacto de la Embajada)"을 맺었다. 주요 내용은 물론 우에르타를 대통령으로 하는 디아스 체제로의 회귀였다.
이들은 마데로와 부통령 수아레스의 사임서를 받아내고 외무장관 페드로 라스쿠라인을 임시 대통령으로 임명했다. 그러나 곧 대사관 협약에 따라 우에르타가 대통령에 올랐고 그를 중심으로 하는 새로운 내각이 구성이 되면서 우에르타의 반란과 비극의 열흘이 끝을 맺게 되었다.

## 반란의 결과
디아스 체제를 박살냈던 마데로의 혁명은 결국 개혁의 지지부진과 반대 세력의 진압 실패로 "비극의 열흘"이라는 유혈 사태로 끝나게 되었다.
구스타보 마데로는 체포된지 얼마 지나지 않아 온 몸에 총알이 박히고 난도질 당해 죽었다. 아돌포 바소 대령은 총살을 당했고 마데로는 망명을 구상받았다가 프란시스코 카르데나스에 의해 부통령 수아레스와 함께 총살당했다. 그의 죽음은 당국에 의해 "교전 중 사망"으로 발표되었다.
비극의 열흘로 인해 멕시코시티의 수많은 가옥과 대사관이 파괴되었다. 5,000명에 달하는 시민이 목숨을 잃었지만 그 시체는 처리할 틈도 없어 불태워져야만 했다. 수도, 전기는 물론 식량마저 끊어져 열흘 동안 멕시코시티의 시민들은 굶주림과 공포에 떨어야 했다. 이렇게 큰 피해가 난 것은 우에르타가 의도적으로 시민에게 발포를 한 것도 한 몫을 했다. 우에르타는 의미 없는 죽음을 최대한 만들어 내, 마데로 정부에 대한 시민들의 원망을 고조시키기를 원했기 때문이다.
우에르타의 반란으로 다시 체제는 디아스 식의 독재로 바뀌었으나 아직 멕시코 여기저기에는 여전히 군대가 남아 있었다. 또한 이미 멕시코 국민은 체제의 변동을 한 번 경험했기에 더욱 자유와 권리를 갈망하게 되었다. 이러한 그들의 희망으로 인해 우에르타 체제는 베누스티아노 카란사와 알바로 오브레곤, 프란시스코 비야(판초 비야) 등의 도전을 받았고 곧 무너지고 말았다.